# 浚州
浚州，中国古代的州。
北宋政和五年（1115年）置，治所在黎阳县（今河南省浚县东），属河北西路。辖境相当今河南省浚县、滑县、淇县一带。金朝皇统八年（1148年）改名通州，天德三年（1151年）复名浚州。元朝属大名路，不辖县。明朝洪武三年（1370年）废州改县，徙治浮丘山东北，即今地。 